# Eriodictyon californicum
Espèce
Eriodictyon californicum est une plante arbustive de la famille des Hydrophyllaceae. Elle est aussi connue sous le nom de Yerba Santa ("herbe sacrée" en mexicain), Mountain Balm ("herbe des montagnes" en anglais) et Bear's Weed ("Herbe à ours" en anglais).

## Description
Cet arbuste, haut de 0,5 à 1,5 m, pousse dans les régions sèches du nord du Mexique et de l'État de Californie. Le pied à l'écorce lisse et aux branches basses est couvert d'une résine qui exsude de toutes les parties de la plante. Les feuilles persistantes sont épaisses et luisantes.

## Histoire
Le philosophe grec péripatéticien Théophraste, dans son traité Des Odeurs dit qu'à leur sortie d'hibernation, au printemps, les ours consomment une herbe nommée « aros » (en grec ancien αρος).

## Utilisation

### Médical
Les extraits de feuilles sont utilisés traditionnellement pour traiter l'asthme, les infections respiratoires et les rhinites allergiques.

### Alimentaire
Sont extraites des feuilles 4 flavonoïdes (l'homoeriodictyol, homoeriodictyol sodique, la stérubine et l'eriodictyol) qui ont la capacité de réduire l'amertume de composé amer.
Cette flavanone est un agent (arôme) masquant potentiel dans les applications alimentaires ou pharmaceutiques. L'homoeriodictyol sodique a déjà obtenu le statut Fema GRAS (numéro 4228) en 2005 et peut donc déjà être utilisé dans les aliments en tant qu'arôme naturel.